# Gunpo
Gunpo è una città della Corea del Sud nei pressi di Seul.

## Istruzione
A Gunpo ha sede la Hansei University.